# Тип 10 (гранатомёт)
Тип 10(十年式擲弾筒) — японский 50-мм миномёт времён Второй мировой войны, разработан в 1921 году одновременно с универсальной 50-мм гранатой (тоже названной «Тип 10»), которая могла также использоваться как ручная и винтовочная. Сами японцы классифицировали это оружие как гранатомёт. Впоследствии универсальные гранаты продолжали разрабатываться: Тип 91 (1931 год) получил более мощный заряд взрывчатого вещества, создавались спецбоеприпасы. От универсальной гранаты Тип 10 модель 1931 года отличалась увеличенной на 15 грамм массой взрывчатого вещества при сохранении совместимости боеприпаса с гранатомётами Тип 10 и Тип 89.
Гранаты Тип 97 (1937 год), близкие по конструкции, использовались только как ручные, а облегчённые и упрощённые Тип 99 (1939 год) — как ручные и винтовочные.
Гранатомёт-миномёт Тип 10 был гладкоствольным. Регулировка дальности производилась изменением положения, до которого опускалась в ствол граната. Для выстрела требовалось спустить предварительно взведённый ударный механизм. При малом весе (2,6 кг) и размерах (длина ствола 24 см) гранатомёт Тип 10 обеспечивал выстрел универсальной гранатой весом 530 грамм на расстояние до 175 метров. Прицельных приспособлений не было, однако массовость этого оружия и довольно значительная мощность боеприпаса делали его применение весьма неприятным для противника, особенно в условиях джунглей.

## Конструкция гранаты
Граната состоит из корпуса, заряда взрывчатого вещества, запала дистанционного действия и донного цилиндра с вышибным пороховым зарядом и капсюлем-воспламенителем.

Корпус цилиндрической формы изготовлен из чугуна с вертикальными и горизонтальными насечками и снаряжён зарядом взрывчатого вещества (тринитротолуола или тринитрофенола).
В верхней части корпуса имеется крышка с отверстием для ввинчивания запала, в нижней — донный цилиндр.
Запал состоит из корпуса, внутри которого расположен ударник с бойком, контрпредохранительная пружина, капсюль-воспламенитель и пороховой замедлитель. Боёк ввинчивается в корпус ударника, который фиксируется при помощи предохранительного колпачка и предохранительной вилки.

При ударе головной части гранаты о препятствие ударник преодолевает сопротивление контрпредохранительной пружины и накалывает капсюль, воспламеняющий пороховой замедлитель, который горит в течение 7-8 секунд, и затем воспламеняет капсюль детонатора, что приводит к взрыву основного заряда.
Донный цилиндр, который ввинчивается в дно корпуса, содержит вышибной пороховой заряд и закрывается пробкой с отверстием.

Для использования в качестве гранатомётного боеприпаса граната, после выдёргивания предохранительной вилки, опускалась в ствол, при этом через отверстие в пробке происходило накалывание капсюля-воспламенителя и воспламенение заряда, давлением пороховых газов выбрасывающего гранату на значительное расстояние (по принципу артиллерийской мины).

- Граната «Тип 10»